# 大考波尔瑙克
大考波尔瑙克（匈牙利語：Nagykapornak）是匈牙利佐洛州所辖的一个村，总面积24.41平方公里，总人口922，人口密度37.8人/平方公里（2010年1月1日）。